# Raatihuoneenkatu (Hämeenlinna)
La rue de la mairie (finnois : Raatihuoneenkatu) est une rue du centre-ville d'Hämeenlinna en Finlande.

## Présentation
Orientée est-ouest, la rue traverse le centre-ville et est à sens unique vers l'est. 
Elle est pavée sur toute sa longueur d'environ 800 mètres. 
La rue est en partie piétonne.
Le long de Raatihuoneenkatu se trouvent, entre autres, la place du marché, la mairie, les centres commerciaux Linna, Keskustalo, Goodman et Optelli, le musée municipal d'Hämeenlinna, le palais de justice, et l'église d'Hämeenlinna.

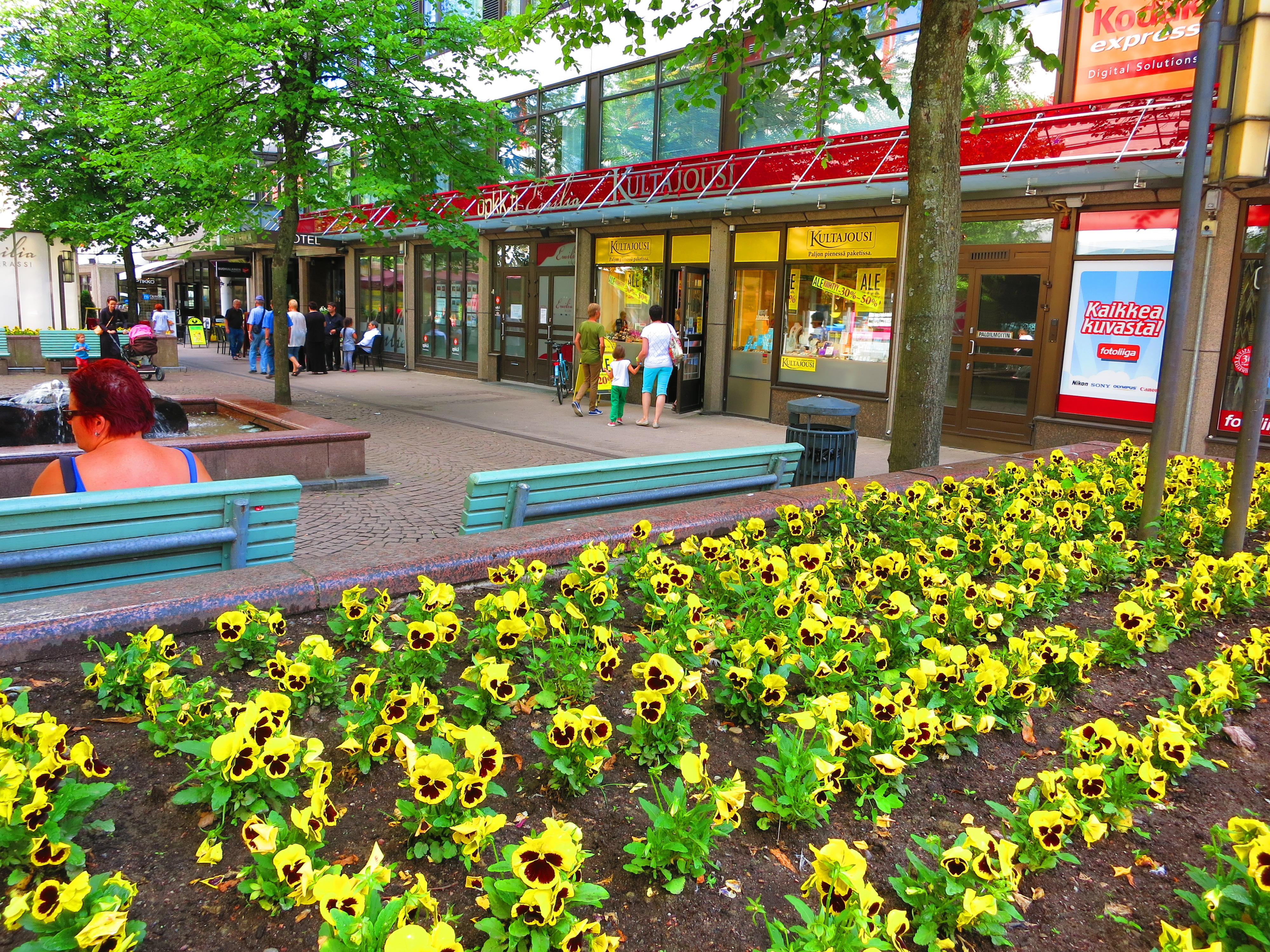
Raatihuoneenkatu.